# Maribondo
Maribondo este un oraș în statul Alagoas (AL) din Brazilia.